# Jean-Marie de Pélichy van Huerne

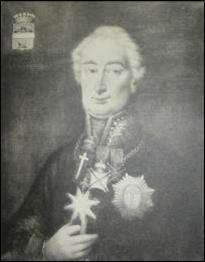

Wapen familie de Pelichy

Jean-Marie François Theodore Ghislain de Pelichy van Huerne (Brugge, 12 mei 1774 - aldaar, 18 november 1859) was een Nederlands-Belgische grootgrondbezitter, officier en politicus. Als zodanig was hij lid van de Provinciale Staten van West-Vlaanderen  (onder het Verenigd Koninkrijk), gemeenteraadslid, en burgemeester van Brugge en senator (onder het Belgisch Koninkrijk). 

## Familie
Hij was de zoon van Theodore de Pelichy de Turkswart en van Marie-Elisabeth de Stappens, dochter van de schout van Brugge Valentin de Stappens de Harnes. Hij huwde met Marie Joséphine van Huerne (1786-1828), dochter van de Brugse schepen en groot verzamelaar Joseph van Huerne (1752-1844). Sindsdien ging hij door het leven onder de naam de Pelichy van Huerne. Zoals de familie van Huerne bleef de Pelichy nauw verbonden met Izegem en met het 'Blauwkasteel', zijn zomerresidentie.
De Pelichy behoorde tot een familie die in 1723 in de adelstand was verheven en van wie de wapenspreuk luidde 'Vulnerat et sanat'. Zelf verwierf hij onder het Verenigd Koninkrijk in 1823 adellijke erkenning en in 1826 de titel van baron, overdraagbaar bij eerstgeboorte.

## Levensloop
In 1795 werd hij ingelijfd in een Oostenrijks infanterieregiment en had de rang van kapitein bereikt toen hij in 1807 na de slag bij Presburg het leger verliet en zich opnieuw in Brugge vestigde. Onder het Verenigd Koninkrijk der Nederlanden werd hij lid van de Provinciale Staten van West-Vlaanderen.
In 1835 tot gemeenteraadslid van Brugge verkozen, werd hij op 26 februari 1841 tot burgemeester benoemd, in opvolging van Jean-Baptiste Coppieters 't Wallant. Hij kreeg een vleiende reputatie als eenvoudig en goedhartig man. Hij bleef burgemeester tot aan zijn ontslag op 31 december 1854, waarna hij werd opgevolgd door Jules Boyaval. Zijn bestuursperiode werd gekenmerkt door de grote armoede die onder de bevolking heerste en die bij herhaling tot hongeropstanden leidde ('Ellende der Vlaanders'). De Pelichy en zijn bestuur schrokken niet terug om sterke maatregelen te nemen, zelfs als die niet in overeenstemming waren met de meer conservatieve terughoudendheid van de regering.
In 1830 werd de Pelichy verkozen tot lid van het Nationaal Congres. Hij werd vervolgens tot senator verkozen, ambt dat hij 28 jaar zou bekleden. Hij was invloedrijk maar mengde zich zelden in de publieke debatten.
Zoals zijn schoonvader, van wie hij veel boeken en voorwerpen had geërfd, was hij een groot verzamelaar van kunstwerken, boeken en ephemera. Na zijn dood werd een aanzienlijk deel van zijn verzamelingen openbaar verkocht. Een ander deel ging over op zijn erfgenamen, de familie Gillès de Pelichy, die in 1972 opnieuw een grote openbare veiling organiseerde, en opnieuw in 2014. De Pelichy onderhield vriendschappen met prins de Broglie, bisschop van Gent en met de pauselijke nuntius in België, Vincenzo Pecci, de latere paus Leo XIII.
Een van zijn achterkleinkinderen was Charles Gillès de Pelichy.